# Dylan Thomas Prize
Dylan Thomas Prize är ett av de största litteraturpriserna för unga författare, och delas ut årligen. Priset, som är namngivet till den walesiska författaren och poeten Dylan Thomas ära, ger författarna internationell prestige och en prissumma på 30 000 pund. Det ges till författare som publicerats på engelska under trettio års ålder. Från början gavs det ut två gånger om året, men sedan 2010 ges det bara ut en gång.
Priset började ges ut under 1980-talet, då känt som Dylan Thomas Award, efter att en kampanj hade hållits om att sätta upp ett plakat till minne av poeten i Westminster Abbey. Överskottsintäkter från en konsert för att få in pengar som sponsrades av TV-bolaget HTV donerades för att kunna ge ut ett pris på 1000 pund årligen. Pengarna räckte inte till, och priset hade därför ett uppehåll fram till 2004 då Electronic Data Systems började sponsra priset.
Priset delas ut inom de områden där Dylan Thomas verkade – poesi, prosa, drama, noveller, romaner, kortromaner, pjäser och manus.

## 2006
Vinnare
- Rachel Trezise, Fresh Apples[4]

Nominerade
- Lucy Caldwell, Where They Were Missed
- Ian Holding, Unfeeling
- Nick Laird, Utterly Monkey and To a Fault (Two entries)
- James Scudamore, The Amnesia Clinic
- Rachel Trezise, Fresh Apples
- Liza Ward, Outside Valentine

## 2008
Vinnare
- Nam Le, The Boat[6]

Nominerade
- Caroline Bird, Trouble Came to the Turnip
- Ross Raisin, God’s Own Country
- Ceridwen Dovey, Blood Kin
- Edward Hogan, Blackmoor
- Nam Le, The Boat
- Dinaw Mengestu, Children of the Revolution

## 2010
Vinnare
- Elyse Fenton, Clamor[8]

Nominerade
- Caroline Bird, Watering Can
- Elyse Fenton,  Clamor
- Eleanor Catton, The Rehearsal
- Karan Mahajan, Family Planning
- Nadifa Mohamed, Black Mamba Boy
- Emily Mackie, And this is true

## 2011
Vinnare
- Lucy Caldwell, The Meeting Point[10]

Nominerade
- Lucy Caldwell, The Meeting Point
- Benjamin Hale, The Evolution of Bruno Littlemore
- Jacob McArthur Mooney, Folk
- Téa Obreht, The Tiger’s Wife
- Annabel Pitcher, My Sister Lives on the Mantelpiece

## 2012
Vinnare
- Maggie Shipstead, Seating Arrangements[12]

Nominerade
- Tom Benn, The Doll Princess
- Andrea Eames, The White Shadow
- Chibundu Onuzo, The Spider King’s Daughter
- Maggie Shipstead, Seating Arrangements
- D.W. Wilson, Once You Break A Knuckle

## 2013
Vinnare
- Claire Vaye Watkins, Battleborn[14]

Nominerade
- Tim Leach, The Last King of Lydia
- Marli Roode, Call It Dog
- Majok Tulba, Beneath the Darkening Sky
- James Brookes, Sins of the Leopard
- Jemma L King,  The Shape of a Forest
- Claire Vaye Watkins,  Battleborn
- Prajwal Parajuly, The Gurkha's Daughter

## 2014
Vinnare
- Joshua Ferris, To Rise Again at a Decent Hour[15]

Nominerade
- Eleanor Catton, The Luminaries
- Joshua Ferris, To Rise Again at a Decent Hour
- Eimear McBride, A Girl is a Half-Formed Thing
- Kseniya Melnik , Snow in May
- Kei Miller, The Cartographer Tries to Map a Way to Zion
- Owen Sheers, Mametz
- Naomi Wood, Mrs Hemingway